# Woestijnbuizerd
De woestijnbuizerd of Harris' buizerd (Parabuteo unicinctus) is een roofvogel behorend tot de familie Acciptridae uit het geslacht Parabuteo. De vogel werd in 1824 door de Nederlandse dierkundige Coenraad Jacob Temminck, directeur van het Rijksmuseum van Natuurlijke Historie te Leiden, geldig beschreven als Falco unicinctus. Deze roofvogel komt voor in het zuiden van de Verenigde Staten en zuidelijker in Midden-Amerika en in grote delen van Zuid-Amerika.

## Taxonomie
Uit moleculair genetisch onderzoek, gepubliceerd in 2008, blijkt dat deze roofvogel behoort tot een groep van verwante soorten die dicht bij het geslacht Buteo (buizerden) staat. Vandaar de geslachtsnaam Parabuteo.
Onderzoek gepubliceerd in 2024 bevestigt deze positie ten opzichte van de buizerdachtigen.

## Kenmerken
De vogel is 45 tot 49 cm lang. De mannetjes (valkeniers noemen dat: tarsels) van deze soort wegen 550 tot 977 gram, de vrouwtjes (wijven) hebben een gewicht van 825 tot 1200 gram. De spanwijdte is 92 tot 121 cm. De vogel is donker, bijna zwart tot roetbruin, met helder kastanjebruine schouders en ondervleugeldekveren. De onderbuik en onderstaartdekveren zijn wit. De staart is van boven zwart met een wit uiteinde. De ogen zijn bruin en de poten zijn helder geel. Een opvallend kenmerk van deze roofvogel is dat hij soms in groepen jaagt.

## Verspreiding, leefgebied en gewoonten
De woestijnbuizerd leeft in half-open laaglandgebieden zoals boomsavannes en halfwoestijnen van de zuidwestelijke Verenigde Staten tot Chili en Centraal-Argentinië. Deze soort jaagt behendig op allerlei dieren: hagedissen, middelgrote vogels en zoogdieren tot de grootte van een volwassen konijn. De prooi wordt gevangen vanuit een lage glijvlucht of door stootduiken vanaf een lage uitkijkpost.
De soort telt twee ondersoorten:
- P. u. harrisi: van de zuidwestelijke Verenigde Staten tot westelijk Colombia, Ecuador en Peru.
- P. u. unicinctus: van oostelijk Colombia en Venezuela tot noordelijk Argentina en zuidelijk Chili.

## Status
De woestijnbuizerd heeft een enorm groot verspreidingsgebied en daardoor alleen al is de kans op de status  kwetsbaar (voor uitsterven) gering. De grootte van de populatie is niet gekwantificeerd maar de indruk bestaat dat de woestijnbuizerd (in het wild) achteruitgaat. Echter, het tempo van achteruitgang ligt onder de 30% in tien jaar (minder dan 3,5% per jaar). Om deze redenen staat deze buizerd als niet bedreigd op de Rode Lijst van de IUCN.

## Betekenis voor de mens
De woestijnbuizerd wordt veel gebruikt in de valkerij, omdat de roofvogel zeer snel leert.